# Love Lust Faith + Dreams
Love Lust Faith + Dreams (с англ. — «Любовь, похоть, вера и мечты») — четвёртый студийный альбом американской альтернативной группы 30 Seconds to Mars, мировая премьера которого состоялась 21 мая 2013 года на лейбле EMI.

## Об альбоме
Love Lust Faith + Dreams включает в себя 12 треков. Заранее, 1 марта, первый сингл «Up in the Air» был отправлен на околоземную орбиту и получил первый эфир 18 марта на Международной космической станции, на следующий же день, 19 марта, состоялся релиз сингла в iTunes Store. В качестве обложки для диска музыканты использовали иллюстрацию «Isonicotinic Acid Ethyl Ester» из «гороховой» серии Дэмьена Херста. В альбомном буклете присутствует ещё одна картина художника.
На данный момент является единственным альбомом, песни с которого содержат ненормативную лексику (слово fuck несколько раз можно услышать в песнях Bright Lights и Up in the Air).

## Реакция критиков
| Оценки критиков      | Оценки критиков |
| Источник             | Оценка          |
| -------------------- | --------------- |
| AllMusic             | [ 11 ]          |
| Alternative Press    | [ 12 ]          |
| Billboard            | [ 2 ]           |
| Entertainment Weekly | A–              |
| Kerrang!             | [ 14 ]          |

Love Lust Faith + Dreams в целом получил положительные обзоры музыкальных критиков. На сайте Metacritic собраны 11 основных отзывов об альбоме, средняя оценка составляет 62 балла.
Из тех, кто плохо оценил альбом, была Гермиона Хоби в рецензии для газеты The Observer. Она оценила альбом в 2 балла из 5, назвав альбом «пресным и напыщенным». Подобную точку зрения выразил Джон Уатт, поставив 4 балла из 10, добавив, что пластинка банальна и посредственна.

## Список композиций
Слова и музыка всех песен — Джаред Лето, кроме указанных.
| №                   | Название                    | Длительность |
| ------------------- | --------------------------- | ------------ |
| 1.                  | «Birth»                     | 2:08         |
| 2.                  | «Conquistador»              | 3:12         |
| 3.                  | «Up in the Air»             | 4:36         |
| 4.                  | «City of Angels»            | 5:02         |
| 5.                  | «The Race»                  | 3:41         |
| 6.                  | «End of All Days»           | 4:47         |
| 7.                  | «Pyres of Varanasi»         | 3:13         |
| 8.                  | «Bright Lights»             | 4:52         |
| 9.                  | «Do or Die»                 | 4:08         |
| 10.                 | «Convergence» (Шеннон Лето) | 2:01         |
| 11.                 | «Northern Lights»           | 4:44         |
| 12.                 | «Depuis Le Début»           | 2:33         |
| Общая длительность: | Общая длительность:         | 44:57        |

## Участники записи
- Джаред Лето — вокал, гитара, бас-гитара, клавишные, синтезатор
- Шеннон Лето — ударные, синтезатор
- Томислав Милишевич — гитара, бас-гитара, клавишные, синтезатор, скрипка, виолончель

## Даты релиза
| Страна         | Дата        | Лейбл                | Формат |
| -------------- | ----------- | -------------------- | ------ |
| Австралия      | 17 мая 2013 | EMI / Virgin Records | CD, ЦД |
| Германия       | 17 мая 2013 | EMI / Virgin Records | CD, ЦД |
| Новая Зеландия | 17 мая 2013 | EMI / Virgin Records | CD, ЦД |
| Великобритания | 20 мая 2013 | EMI / Virgin Records | CD, ЦД |
| США            | 21 мая 2013 | EMI / Virgin Records | CD, ЦД |
| Канада         |             | EMI / Virgin Records | CD, ЦД |
| Япония         | 22 мая 2013 | EMI / Virgin Records | CD, ЦД |